# Antuzede e Vil de Matos
Antuzede e Vil de Matos (llamada oficialmente União das Freguesias de Antuzede e Vil de Matos) es una freguesia portuguesa del municipio de Coímbra, distrito de Coímbra.

## Historia
Fue creada el 28 de enero de 2013 en aplicación de una resolución de la Asamblea de la República de Portugal promulgada el 16 de enero de 2013 con la unión de las freguesias de Antuzede y Vil de Matos, pasando su sede a estar situada en la antigua freguesia de Antuzede.

## Demografía
| Gráfica de evolución demográfica de Antuzede e Vil de Matos entre 2011 y 2021 |
|                                                                               |
| Datos según el nomenclátor publicado por el INE portugués.                    |